# Võ Hồng Thắng
Võ Hồng Thắng là một Thiếu tướng Quân đội nhân dân Việt Nam. Ông từng là Cục trưởng Cục Kinh tế, Bộ Quốc phòng Việt Nam.

## Sự nghiệp
Năm 1982, ông Thắng tốt nghiệp Kỹ sư Xây dựng công trình quân sự, khoá 12 Học viện Kỹ thuật Quân sự (1977-1982). Ông có bằng tiến sĩ.
Đầu thập niên 1990, ông là Giám đốc Công ty 789, Bộ Tổng Tham mưu Quân đội nhân dân Việt Nam. Công ty 789 (nay là Tổng Công ty 789) là một doanh nghiệp Nhà nước trực thuộc Bộ Tổng Tham mưu, Bộ Quốc phòng Việt Nam, thành lập ngày 19-7-1989. Ban đầu công ty này là một Xí nghiệp sửa chữa nhà cửa nhằm đảm bảo việc làm cho cán bộ và công nhân Bộ Tổng Tham mưu.
Từ 6 tháng 6 năm 2007, ông là Đại tá, Cục trưởng Cục Quản lý hành chính, Bộ Tổng Tham mưu Quân đội nhân dân Việt Nam.
Tháng 4 năm 2012, ông là Đại tá, Tư lệnh Binh đoàn 11.
Tháng 10 năm 2013, ông là Thiếu tướng Quân đội nhân dân Việt Nam, Tư lệnh Binh đoàn 11, Tổng giám đốc Tổng Công ty Thành An, Bộ Quốc phòng (Việt Nam).
Tháng 3 năm 2016, ông là Cục trưởng Cục Kinh tế, Bộ Quốc phòng Việt Nam.
Tháng 12 năm 2017, ông nghỉ hưu.

## Tranh cãi Quân đội làm kinh tế
Ngày 23 tháng 6 năm 2017, tại buổi làm việc của thủ tướng Nguyễn Xuân Phúc với lãnh đạo Thành phố Hồ Chí Minh, thượng tướng Lê Chiêm, Thứ trưởng Bộ Quốc phòng, Ủy viên Quân ủy Trung ương cho biết chủ trương của thường vụ Quân ủy Trung ương (Lê Chiêm không phải là ủy viên thường vụ Quân ủy Trung ương) là quân đội Việt Nam sẽ không làm kinh tế nữa mà tập trung dựng quân đội vững mạnh, chính quy, bảo vệ Đảng Cộng sản Việt Nam và nhân dân, "Tất cả các doanh nghiệp quân đội sẽ cổ phần hóa, thoái vốn hết". Tuy nhiên, sau đó vào ngày 6 tháng 7 năm 2017, thiếu tướng Võ Hồng Thắng, Cục trưởng Cục Kinh tế Bộ Quốc phòng khẳng định quân đội sẽ tiếp tục làm kinh tế.

## Gia đình
Ông đã có vợ con. Ông có một người con sinh vào khoảng đầu thập niên 1990.